# Ericoideae
Ericoideae es una subfamilia de plantas perteneciente a la familia Ericaceae. Incluye las siguientes tribus y géneros:

## Tribus
- Bryantheae
- Empetreae -
- Ericeae -
- Phyllodoceae -
- Rhodoreae